# Horisme subradiata
Horisme subradiata là một loài bướm đêm trong họ Geometridae.